# باربارا بلومبرگ
باربارا بلومبرگ، (به آلمانی: Barbara Blomberg) مادر یوهان اتریشی، (زاده ۱۵۲۷ -در گذشته ۱۸ دسامبر۱۵۹۷) است. بلومبرگ در رگنسبورگ، بایرن زاده شده و بزرگترین دختر ولفگانگ بلومبرگ یا بلومبرگ و سیبلیا لوهمن بود. در ۱۵۴۶ باربارا برای زمان کوتاهی معشوقهٔ کارل پنجم، امپراتور مقدس روم بود.
در ۱۵۴۷ جان زاده شده و بی درنگ به اسپانیا فرستاده می‌شود. پس از مدت کوتاهی باربارا بلومبرگ با هیراموس کگل (Hieronymus Kegel) یکی مقام رسمی امپراتوری ازدواج می‌کند و در ۱۵۵۱ به بروکسل می‌روند. در ۱۵۶۹ کگل از دنیا می‌رود و بلومبرگ و بچه‌های وی در شرایط سخت اقتصادی قرار می‌گیرند.
در ۱۵۷۶ نخستین بار پس از زاده شدن یوهان وی را ملاقات می‌نماید. بلومبرگ در سن ۷۰ سالگی از جهان می‌رود.